# Los Lunas
Los Lunas is een plaats (village) in de Amerikaanse staat New Mexico die bestuurlijk gezien onder Valencia County valt.

## Demografie
Bij de volkstelling in 2000 werd het aantal inwoners vastgesteld op 10.034.
In 2006 is het aantal inwoners door het United States Census Bureau geschat op 11.803, een stijging van 1769 (17,6%).

## Geografie
Volgens het United States Census Bureau beslaat de plaats een oppervlakte van
26,0 km², geheel bestaande uit land. Los Lunas ligt op ongeveer 1487 m boven zeeniveau.

## Plaatsen in de nabije omgeving
De onderstaande figuur toont nabijgelegen plaatsen in een straal van 12 km rond Los Lunas.